# Kenny Ball
Kenneth « Kenny » Daniel Ball est un trompettiste, chef d'orchestre et chanteur de jazz britannique, né le 22 mai 1930 à Ilford (Essex, aujourd'hui en Londres) et mort le 7 mars 2013  à Basildon.